# دفلى
الدفلة الدِّفْلَى أو الدِّفْلَى الزيتية أو خَرْزَهْره أو ورد الحمار أو حبَق الفيل أو سم الحمار أو حَبْن أو الدفلة الوردية (الاسم العلمي: Nerium oleander) هي نوع من النباتات تتبع جنس الدفلى من الفصيلة الدفلية. وهي نبات شديد السمية موطنه حوض البحر الأبيض المتوسط امتداداً إلى الصين.

## تسميات أخرى

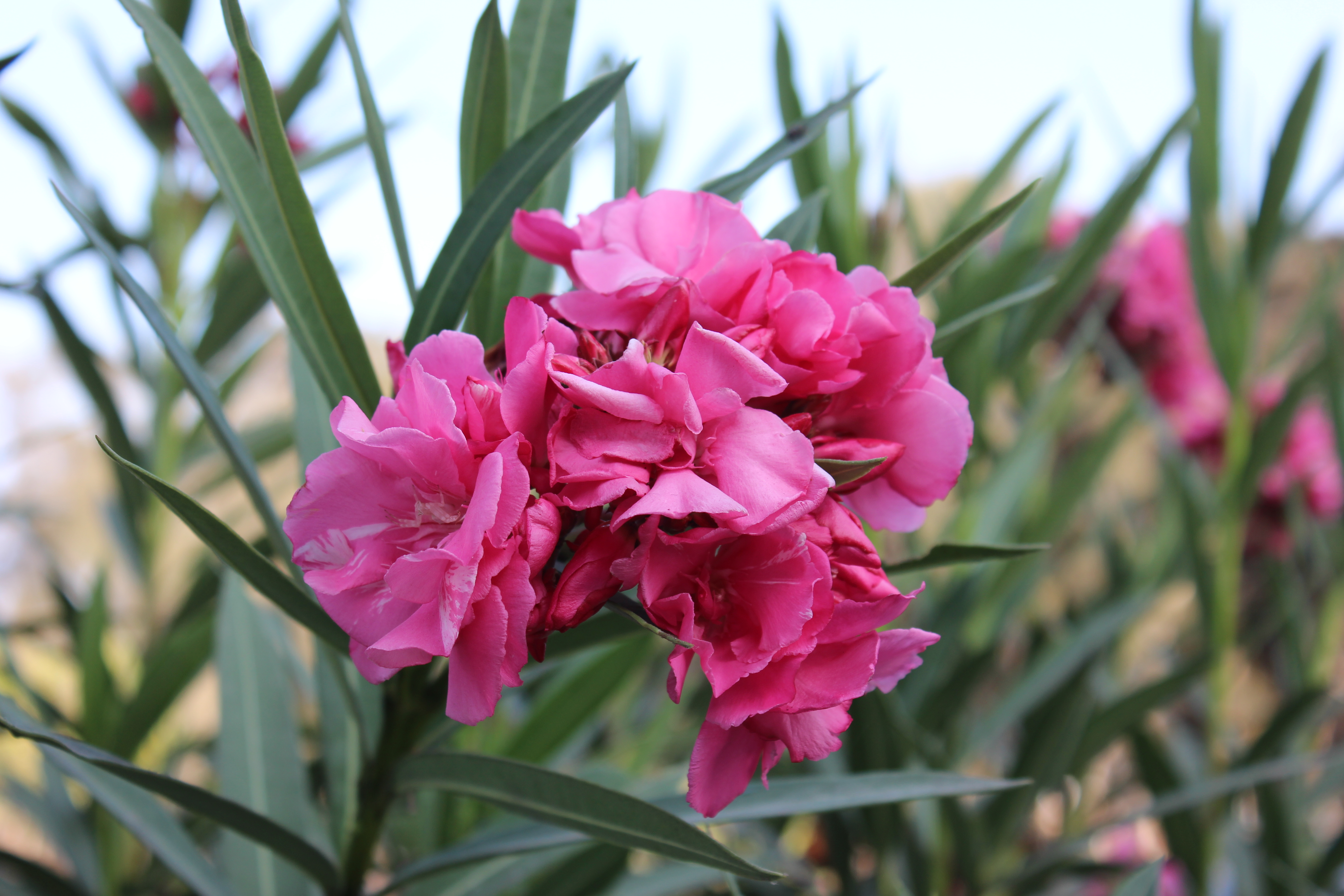
دفلى زيتية في حدائق المنتزه بالإسكندرية.

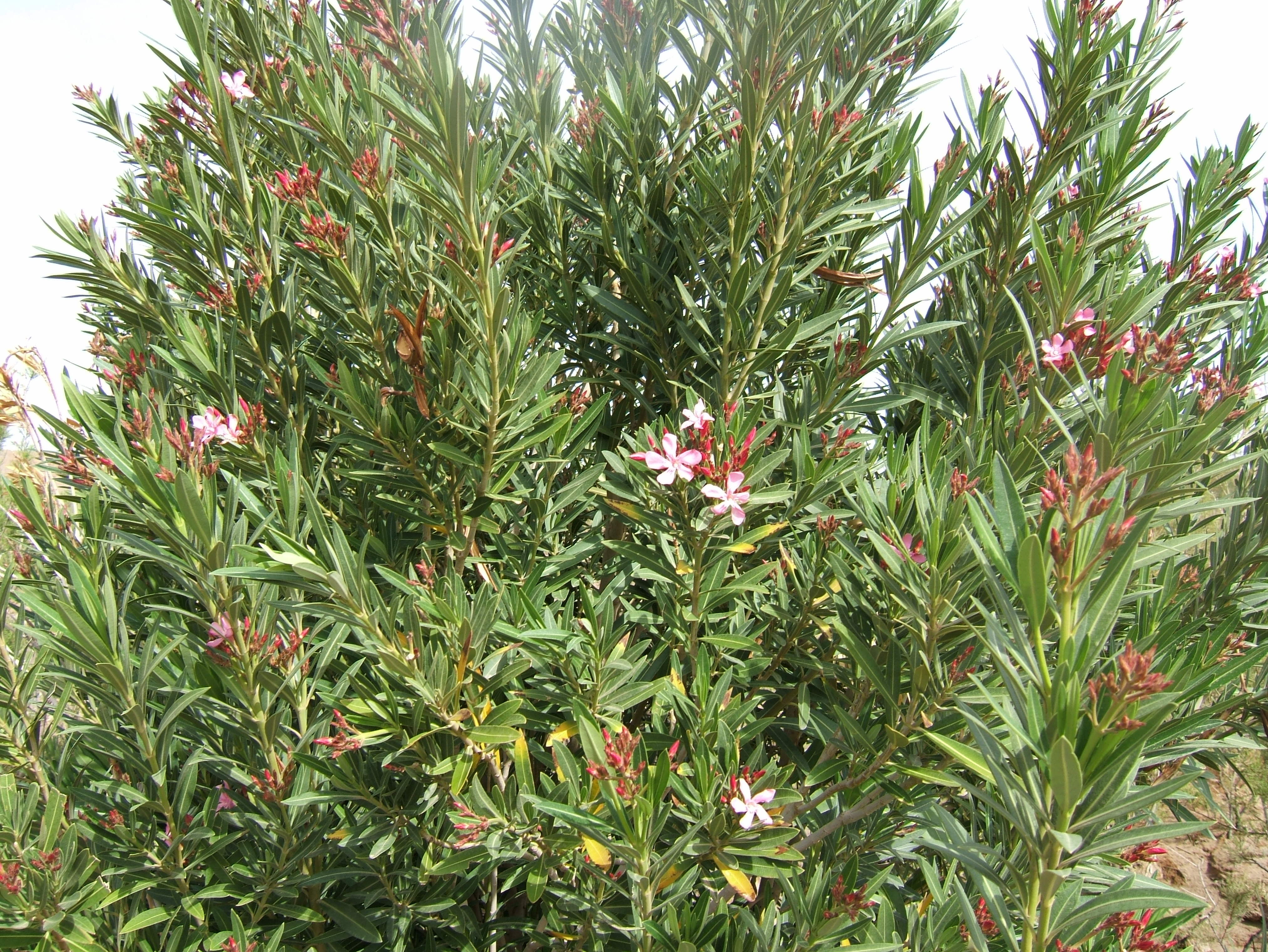
شجيرة دفلى في المغرب

التفلة أو الورد الكاذب

## الوصف النباتي
شجيرة أو شجرة صغيرة معمرة يصل ارتفاعها إلى 2.5-6 متر، وهي ذات شكل قائم التفريع وأفرعها غزيرة ومقوسة.

### الساق والأوراق
الأوراق بسيطة ترتيبها سواري من 3 أوراق رمحية مطاولة ضيقة ذات قمة حادة تستدق عند القاعدة، كاملة الحواف، سميكة، سطحها العلوي أخضر داكن والسفلي أخضر باهت، مستديمة الخضرة.

### الأزهار والثمار

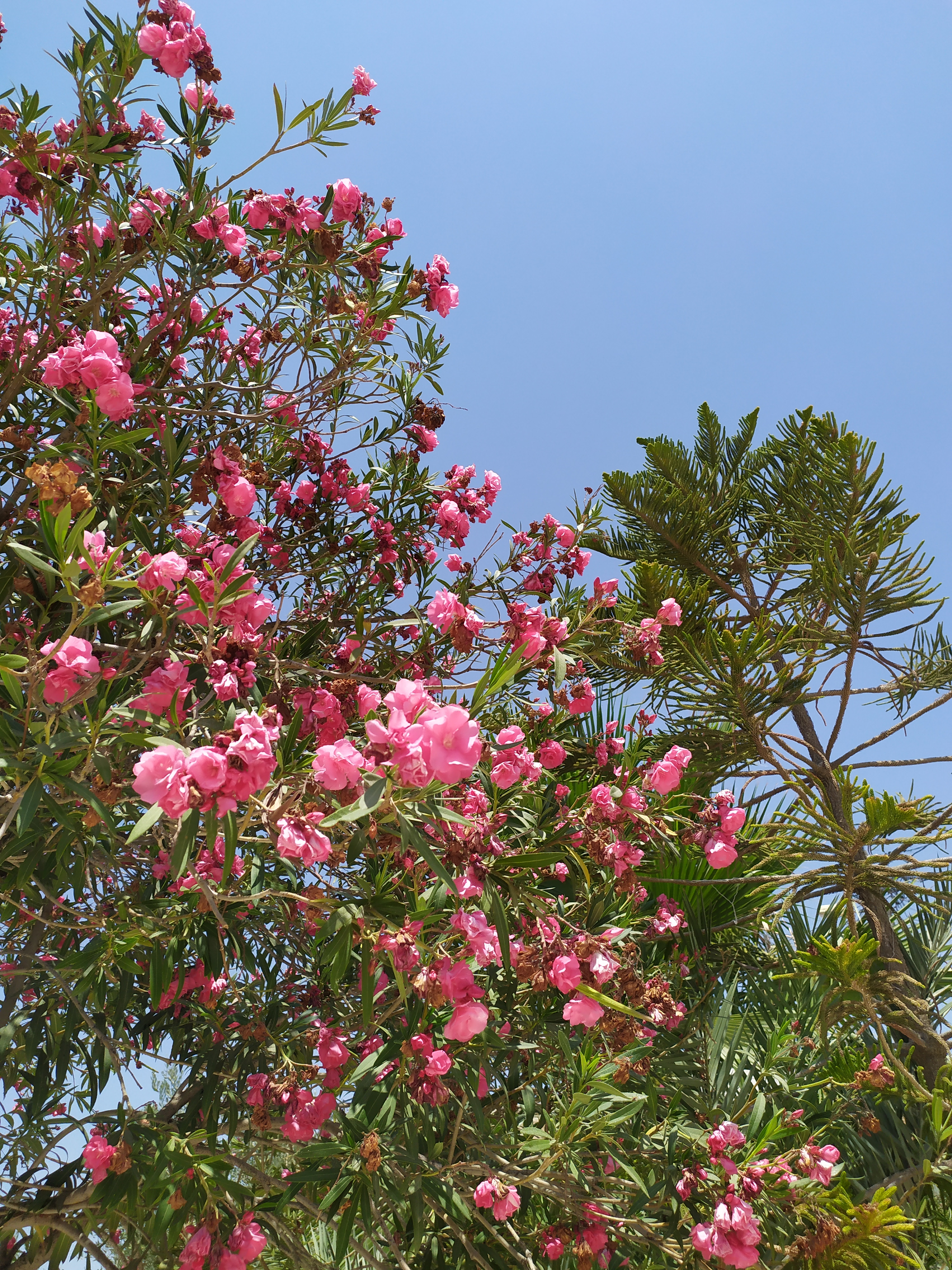
أزهار شجرة دفلى في حديقة منزلية بفلسطين

الأزهار كبيرة ذات لون أبيض أو قرنفلي أو أحمر أو أرجواني، توجد في مجاميع متفرقة طرفية تظهر في المدة من نيسان/أبريل إلى تشرين الأول/أكتوبر. والثمرة جرابية متطاولة. وشديدة السمية.

## القيمة في التنسيق
منتشرة بكثرة وتناسب الزراعة في الشوارع والحدائق، وهي تصلح للزراعة في الأصص الكبيرة كما تزرع منفردة أو في مجموعات مع الشجيرات ذات الأوراق الكبيرة، وتصلح كسياج.
تقلم تقليماً جائراً بعد ثالث عام. توجد في الأماكن المشمسة ونصف الظليلة، ولا تفضل الري الغزير، وتحتاج إلى تربة طينية خفيفة جيدة الصرف مسمدة بالأسمدة العضوية، تصاب بالحشرات القشرية والبق الدقيقي. وتتكاثر بالعقلة.